# Julia Thylin
Julia Thylin, född 30 november 1986, är en svensk före detta fotbollsspelare.
Thylins moderklubb är IFK Umeå, och hon har även spelat i Sandåkerns SK. Säsongen 2005 representerade hon Mariehem SK, och 2006 gick hon till Umeå Södra FF.
Ihop med två lagkamrater från Umeå Södra, Anna Gruffman och Ragna Lestander, spelade hon hösten 2007 fyra månader collegefotboll för Yuba College i Kalifornien. I USA stötte hon på ayurveda-filosofin, och hon utbildade sig senare i ayurvedisk medicin.